# Vua
Vua (chữ Nôm: 𤤰; chữ Hán: 君[Quân] ; tiếng Anh: monarch) là danh từ trung lập để chỉ nguyên thủ của các quốc gia theo chế độ quân chủ. Từ Hán-Việt tương đương của vua là quân chủ (君主) và thường được tôn xưng là Đức vua, Ông hoàng, Bệ hạ, đấng Quân vương hay vị Đế quân.
Về mặt nghĩa, vua là người đứng đầu tối cao, thực tế hoặc biểu tượng, của một chính quyền; trực tiếp hoặc gián tiếp có danh dự, quyền cai trị, cầm quyền ở một quốc gia. Thường thì các vua được kế tục bởi hình thức truyền ngôi. Và tùy vào chế độ quân chủ cụ thể mà các vị Quân chủ của từng quốc gia có những tước hiệu khác nhau, điển hình nhất là Quốc vương (tiếng Anh: king) và Hoàng đế (tiếng Anh: emperor).
Tại Châu Âu, do tính chất kiêm nhiệm đặc trưng mà một người là quân chủ đồng thời của nhiều quốc gia, như Quốc vương của nước Anh là Charles III, đồng thời là Quốc vương của 16 nước khác trong khối Thịnh vượng Chung. Lại có hình thức một quốc gia là liên minh của nhiều Tiểu vương quốc (hay Tiểu bang), với mỗi tiểu quốc / tiểu bang do một vị vua đứng đầu, và các vị vua này sẽ bầu chọn một người làm vua trên các vua và làm quân chủ của liên bang ấy, nền chính trị này vẫn còn tồn tại ở Malaysia, Các Tiểu vương quốc Ả Rập thống nhất.

## Từ nguyên
Căn cứ theo Giáp cốt văn, chữ [Doãn; 尹] nguyên gốc là biểu thị quyền lực chấp chính, thêm chữ [Khẩu; 口] nghĩa là mệnh lệnh, đã hình thành nên chữ [Quân; 君] - từ nguyên thủy nhất của Hán ngữ biểu thị một vị nguyên thủ quốc gia, thủ lĩnh tối cao hơn mọi người. Sách Xuân Thu phồn lộ (春秋繁露) giải nghĩa chữ Quân như sau: ["Quân, là bậc chấp chưởng hiệu lệnh vậy"; 君也者，掌令者也].
Trong tiếng Anh, danh từ ["Monarch"] có nguyên từ tiếng Hy Lạp là 「μόνᾰρχος, monárkhos」, ý là "Người thống trị (ἀρχός, arkhós) duy nhất (μόνος, mónos)". Nó tương đương với tiếng Latinh là 「monarchus」, trong đó gốc mono là duy nhất, còn gốc archus là người thống trị. Nguyên nghĩa của từ này rất tương đương chữ Quân, biểu thị người tối cao thống trị duy nhất.
Tại Việt Nam, thời kỳ dùng chữ Hán như nhà Lý và nhà Trần, vẫn ghi chép văn tự theo ngôn ngữ Hán mà không có danh từ bản địa hóa ám chỉ người thống trị. Thời nhà Nguyễn, khi các sách chữ Nôm ngày càng nhiều, xuất hiện một từ ghép từ chữ ["Vương"; 王] và ["Bố"; 布], chính là chữ [vua; 𤤰]. Những sách như Thạch Sanh tân truyện (1917) và Sự tích ông Trạng Quỳnh (1940) đều ghi nhận sự xuất hiện của danh từ này.

## Các danh hiệu của vua

### Tại Châu Á

#### Đông Á
Tuỳ từng thời kỳ và hoàn cảnh, vua mang các tước vị khác nhau. Danh hiệu của vua cũng phản ánh vị thế cao thấp của vị vua đó. Ở các nước Đông Á, tước vị cao nhất của vua là Hoàng đế, thấp hơn là Vương. Đối với các nước chư hầu (lãnh chúa), tước vị của vua còn phân theo những thứ bậc:
1. Công;
2. Hầu;
3. Bá;
4. Tử;
5. Nam;

Theo biến đổi của lịch sử, danh vị của các vị vua tối cao và vua chư hầu cũng có thay đổi. Như trường hợp thời nhà Chu trong lịch sử Trung Quốc cổ, nhà vua tối cao (tức Thiên tử) xưng làm Vương, các vua chư hầu, tuỳ theo cấp bậc mà được vua nhà Chu phong cho chức từ Công trở xuống. Tới thời đại loạn Chiến Quốc, cả bảy chư hầu cùng xưng Vương, nên khi Tần vương Doanh Chính diệt hết được các nước cho rằng tước Vương không còn cao quý, bèn gộp cả danh hiệu [Hoàng; 皇] và [Đế; 帝] của các vua thời cổ xưa (Tam Hoàng Ngũ Đế) lại, mà xưng là [Hoàng đế]. Nhà Tần không phong chư hầu, nhưng nhà Hán nối tiếp nhà Tần lại phong chư hầu, các chư hầu nhà Hán được phong tước vương. Từ đó các chư hầu phương Đông thường có tước Vương.
Từ đó, các quốc gia tôn sùng chủ nghĩa Hoa Hạ như Việt Nam cũng xưng Hoàng đế, bày tỏ vị vua của mình ngang hàng với Trung Quốc. Nhật Bản có xưng Thiên hoàng, nguyên ban đầu cũng là Hoàng đế. Riêng Triều Tiên, đặc biệt là thời họ Lý cầm quyền, chịu thần phục nhà Minh và nhà Thanh, nên họ chỉ xưng Vương mà không phải Hoàng đế, chỉ một thời gian ngắn Đế quốc Đại Hàn thành lập mà xưng Đế.
Những ngoại tộc ngoài nhóm Hoa Hạ, cũng có các tước vị riêng của mình, như Thiền vu, Khả hãn. Nơi giao thoa giữa Á-Âu là nước Nga, xuất hiện danh hiệu Tsar - hay được dịch thành [Sa Hoàng; 沙皇]. Tất cả tước vị trên đều ngang Hoàng đế của nhóm quốc gia Hoa Hạ.

#### Tây và Nam Á
Các quốc gia theo Hồi giáo ở vùng Tây Á cùng Nam Á cũng có hệ thống riêng của mình, như Khalip, Imam, Sultan. Trong đó Khalip và Imam mang chiều hướng tôn giáo, còn Sultan lại là thực quyền, tước hiệu này hay được dịch thành Hoàng đế theo quốc gia Hoa Hạ và Emperor theo ngôn ngữ tiếng Anh.
Văn hóa Ba Tư cũng phát triển vững mạnh tại Trung Nam Á và Hindustan, sản sinh ra các tước hiệu như Shah và Padishah, đều tương đương Hoàng đế của Hoa Hạ. Tại Tiểu lục địa Ấn Độ, xuất hiện danh hiệu Raja (राजन्), có nguồn gốc rất lâu đời từ Rigveda, để chỉ những vị vua của các thành quốc, tiểu ban nằm rải rác khắp lục địa cổ xưa này cho đến khi các triều đại thống nhất thành một Đế quốc. Sau đó Đế quốc Mughal thành lập, các vị vua của Mughal đều dùng tước vị Ba Tư là [Padishah]. Tiếp đó Đế quốc Maratha xuất hiện, họ dùng tước hiệu Chhatrapati (छत्रपति). Vùng Maharashtra có một nhánh của nhà Maratha, dùng tước hiệu Holkar (होळकर घराणे).

## Tại Châu Âu
Thời Hy Lạp cổ đại, xuất hiện danh hiệu Basileus (βασιλεύς) để chỉ một quân chủ tối cao nhất. Thời La Mã cổ đại, khi vẫn còn quân chủ cai trị, từ Rex, được chuyển từ tiếng Hy Lạp cổ là Archon (ἄρχων). Sang thời Cộng hòa La Mã, tuy không theo mô hình chuyên chế quân chủ, nhưng nền Cộng hòa vẫn phải có chức danh cho người đứng đầu, do đó danh từ Imperator được sinh ra. Thời gian này, "Imperator" có ý nghĩa gần tương đương với vị trí tổng tư lệnh của quân đội La Mã.
Sau đó, Cộng hòa La Mã trở thành Đế quốc La Mã, nền chính trị lại dần trở thành quân chủ chuyên chế tập quyền, hình thành nên danh vị [Emperor] trong tiếng Anh, một chuyển ngữ của từ nguyên Imperator, tương đương với Hoàng đế của Đông Á, biểu thị cho một vị vua cai trị một Đế quốc rộng lớn. Ở tiếng Đức, Emperor tương đương với Kaiser (từ nguyên Caesar). Ở Châu Âu, việc thành lập nên một Đế quốc rất hạn chế, ngoài lý do thực lực chính trị, thì khi được gọi là [Emperor] tức là mang dòng dõi của La Mã cổ đại. Không ít các quốc gia, ngôn ngữ khác nằm ngoài ảnh hưởng La Mã tự hình thành tước vị cho vua chúa của họ tương đương với Emperor, nhưng khi được chuyển dịch ngữ tiếng Anh thì luôn có điều chỉnh. Khi chuyển qua ngôn ngữ để xét hệ thống tước vị, luôn có sự chênh lệch về nguyên bản cùng quốc tế hóa, tất cả đều mang sự tượng trưng. Hầu hết đều công nhận [Emperor] ngang với [Hoàng đế] của các nước Hoa Hạ.
Ngoài Emperor, trong tiếng Anh có tước vị rất phổ biến là King. Đây nguyên gốc là từ [cyning], ngang bằng với danh vị Rex của La Mã. Tương đương của King trong tước vị Hoa Hạ ngang với Vương. bên cạnh đó, hệ thống tước hiệu Châu Âu cũng có những tước bị xem là dưới King (Vương), tương tự Ngũ đẳng tước thời nhà Chu, do đó hay được dịch ra rất cân bằng, là:
- Duke = Công;
- Marquess = Hầu;
- Count / Earl = Bá;
- Viscount = Tử;
- Baron = Nam;

Ngoài ra, cũng còn một số tước vị, như Đại thân vương (Grand Prince), Công vương (Prince), Đại Công tước (Grand Duke), Tuyển đế hầu (Kurfürst),...

## Tại Châu Phi
Thời Ai Cập cổ đại, người đứng đầu được tôn sùng là "Pharaoh".

## Tại Nam Mỹ
Tại Nam Mỹ có nền văn minh nằm sâu trong rừng Amazon được cho rằng các văn minh này theo chế độ quân chủ

## Các nền quân chủ trên thế giới hiện nay
- Vương thất Anh;
- Vương thất Đan Mạch;
- Vương thất Thụy Điển;
- Vương thất Na Uy;
- Vương thất Hà Lan;
- Vương thất Bỉ;
- Vương thất Tây Ban Nha;
- Vương thất Luxembourg;
- Vương thất Monaco;
- Vương thất Thái Lan;
- Vương thất Campuchia;
- Hoàng thất Nhật Bản;
- Vương thất Bhutan;
- Vương thất Ả Rập Saudi;

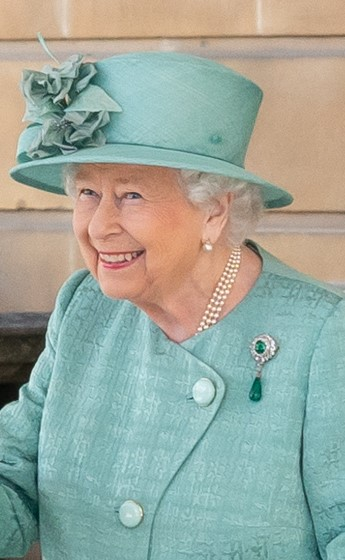
Nữ hoàng Anh Elizabeth II (1952 - 2022).

- Các Tiểu vương thất Ả Rập Thống nhất (UAE);
- Vương thất Malaysia;
- Vương thất Brunei;
- Vương thất Maroc;
- Vương thất Oman;
- Vương thất Eswatini;
- Vương thất Lesotho.
- Công quốc Andorra.
- Vương quốc Tonga.
- Vương quốc Qatar.

mặt hình thức, hoàng gia đúng nghĩa duy nhất còn sót lại trên thế giới là Nhật Bản, đứng đầu là một Hoàng đế hoặc Nữ hoàng, đứng đầu các vương thất còn lại (trừ các nước theo đạo Hồi như Brunei, Saudi và UAE) là các Quốc vương và Nữ vương (Anh, Đan Mạch, v.v...), Thân vương và Nữ thân vương (Monaco, Andorra), Đại công tước và Nữ Đại công tước (Luxembourg). Sở dĩ tất cả các "vương thất" Châu Âu đều gọi chung là "hoàng gia" bởi vì ảnh hưởng và thông dụng của báo đài Việt Nam, khái niệm "hoàng gia" là cơ bản và dễ hiểu nhất để chỉ đến gia đình xuất thân vua chúa.